# 台南市学甲区宅港国民小学
台南市学甲区宅港国民小学（たいなんしがっこうくたくこうこくみんしょうがく）は台湾台南市学甲区の市立国民小学である。
1922年4月1日に、学甲公学校に属する宅子港にある分離教室として設立された。100年以上の歴史がある。

この学校の学区は宅港里と平和里が含まれている、今の生徒人数は65人である。

## 歴史沿革
宅港国民小学は学甲公学校の分離教室として、1922年（中華民国11年）4月1日に設立され、翌年（1923年）に学甲公学校宅子港分教場に変更された。
1941年（中華民国30年）に宅子港国民学校に改名され、または1945年（中華民国34年）に学甲郷第三国民学校に改名された。
台湾光復後、1946年（中華民国35年）に中華民国政府により学甲郷宅港国民学校に改名され、または1967年（中華民国56年）に学甲鎮宅港国民学校に改名された。
1968年に命令を受け、学甲鎮宅港国民小学に改名された。
最後に、2010年（中華民国99年）12月25日に、台南市と台南県が合併した故、再び台南市学甲区宅港国民小学に改名された。

## 校内景色

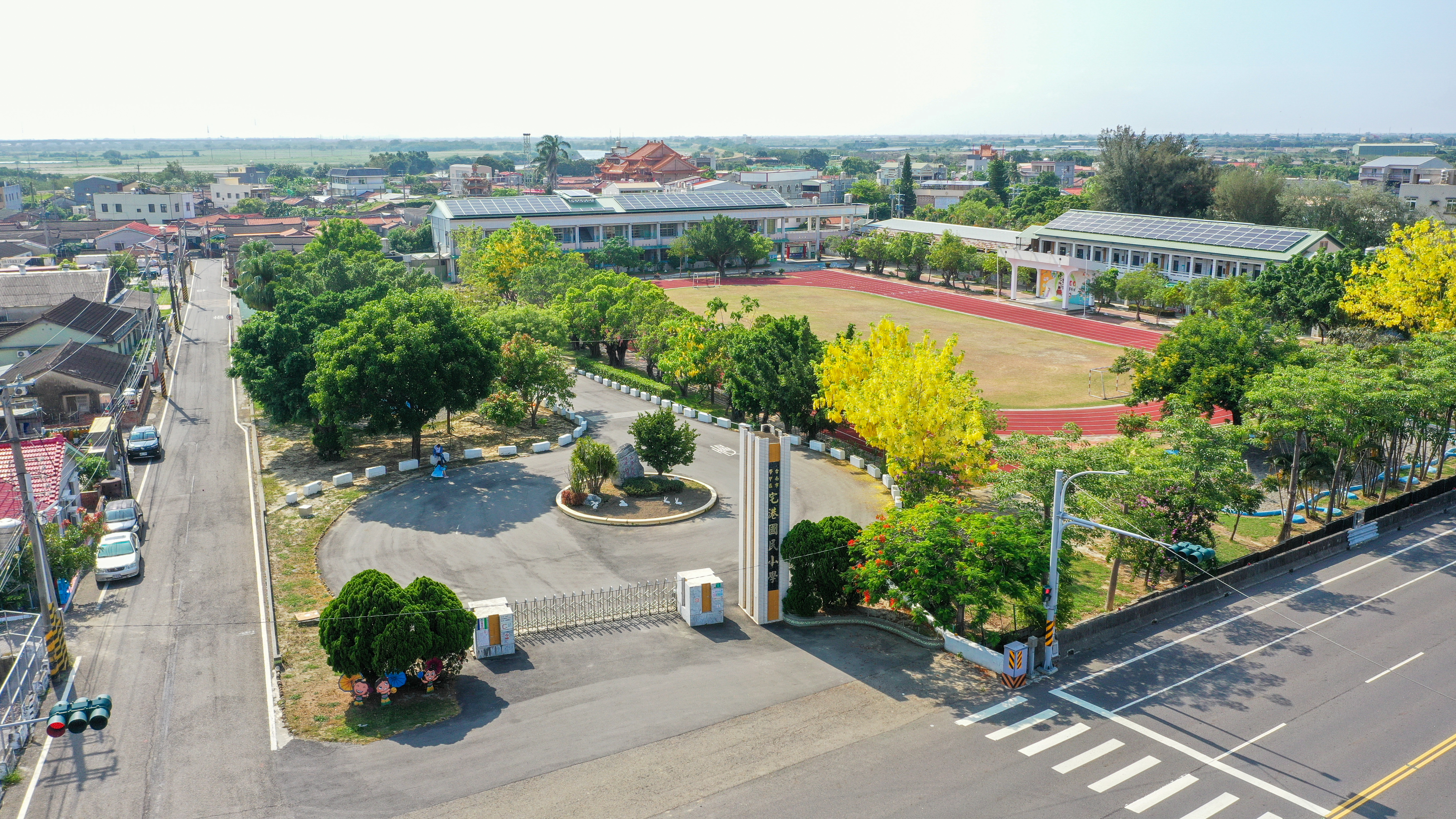
台南市学甲区宅港国民小学空撮写真

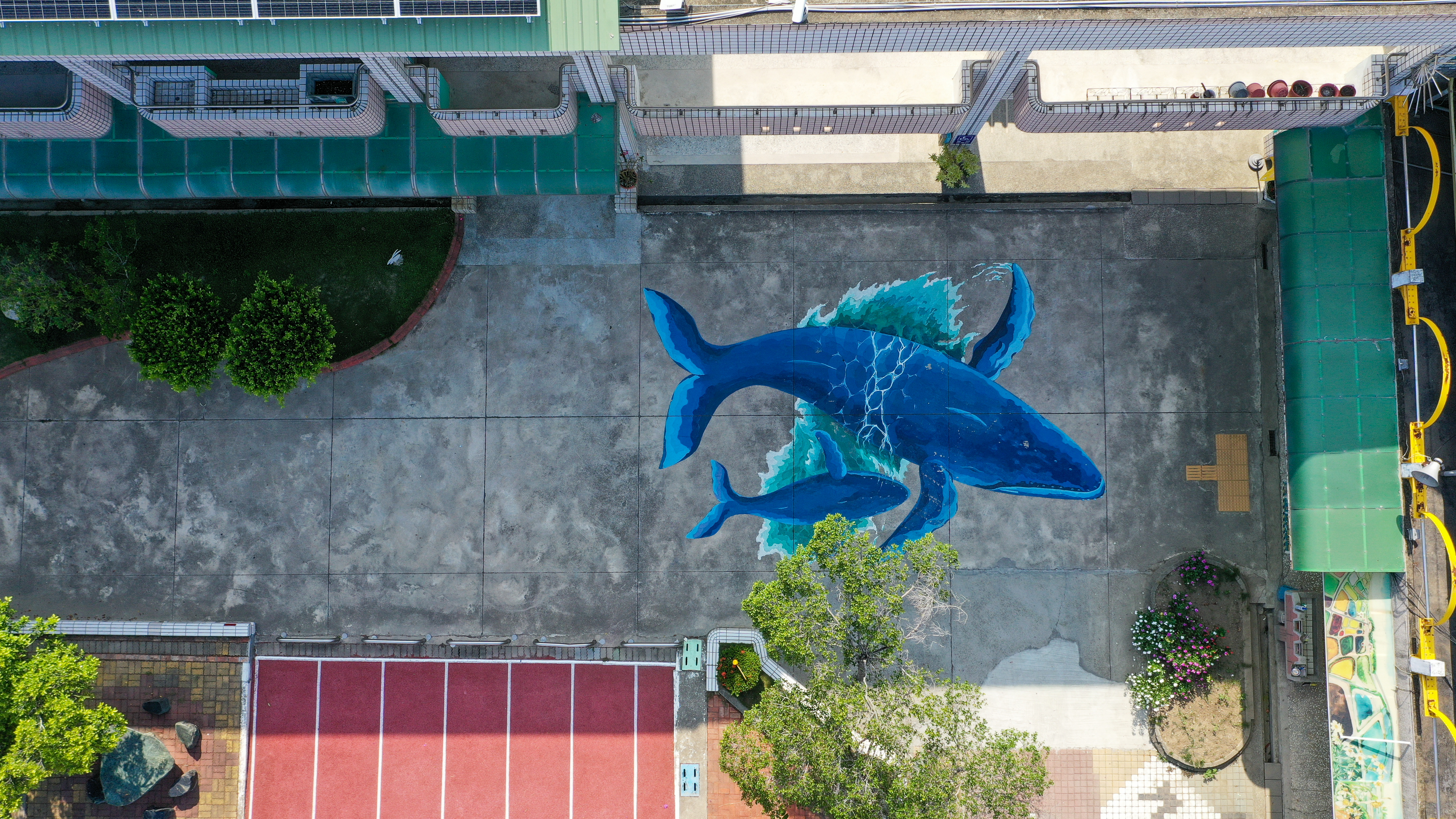
台南市学甲区宅港国民国民小学校内景色

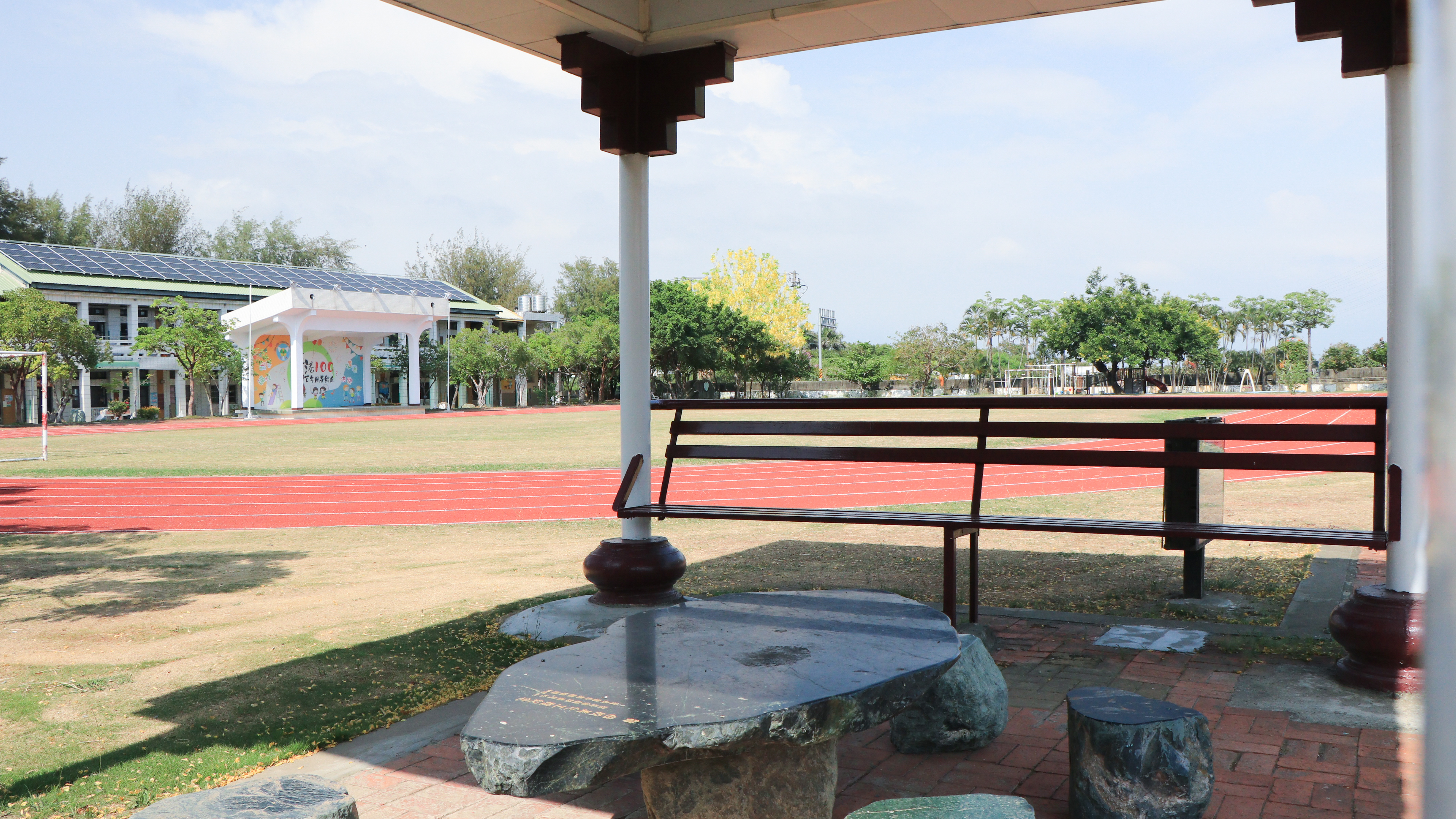
台南市学甲区宅港国民小学校庭とあずまや

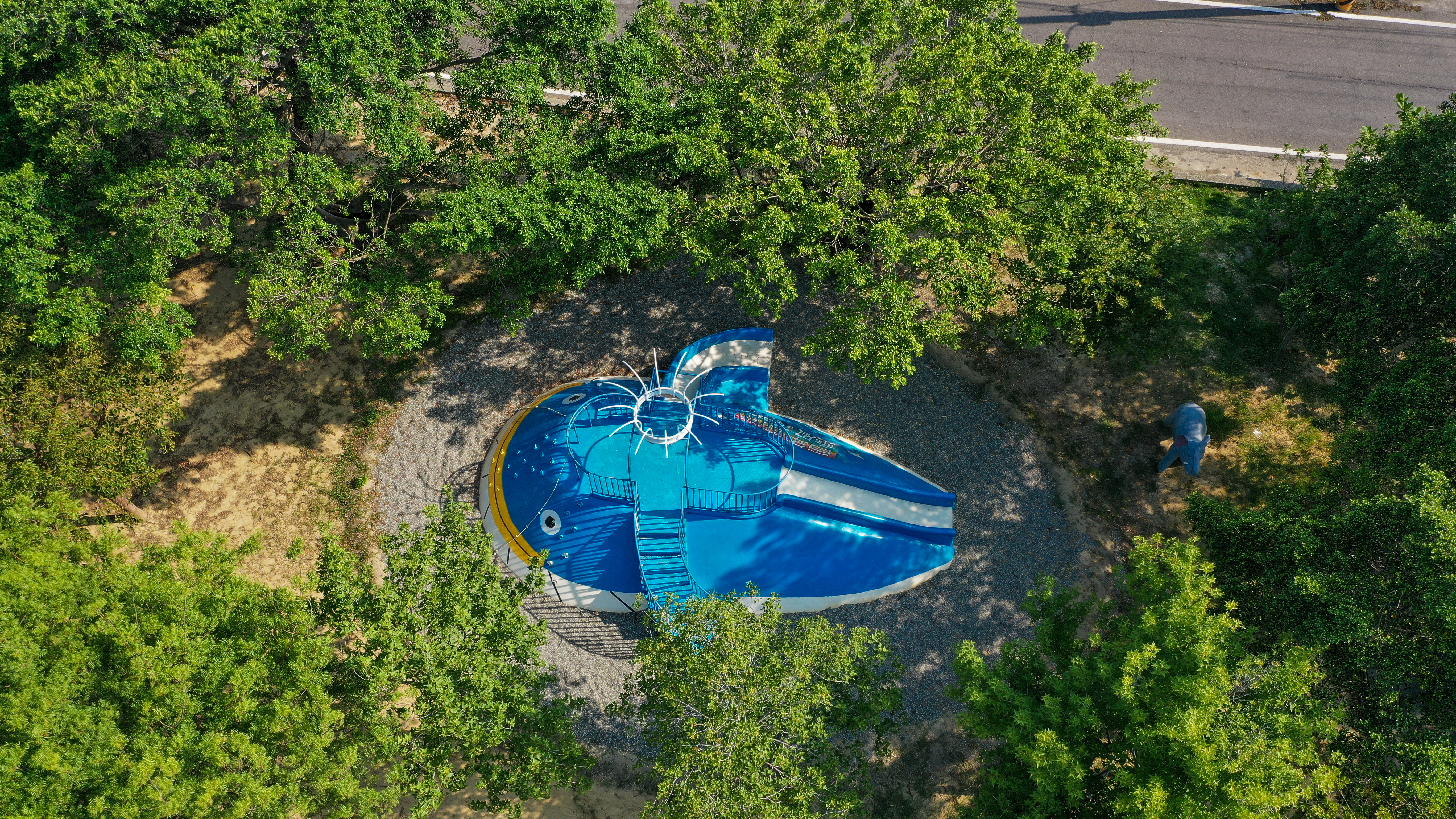
台南市学甲区宅港国民小学クジラの滑り台空撮写真

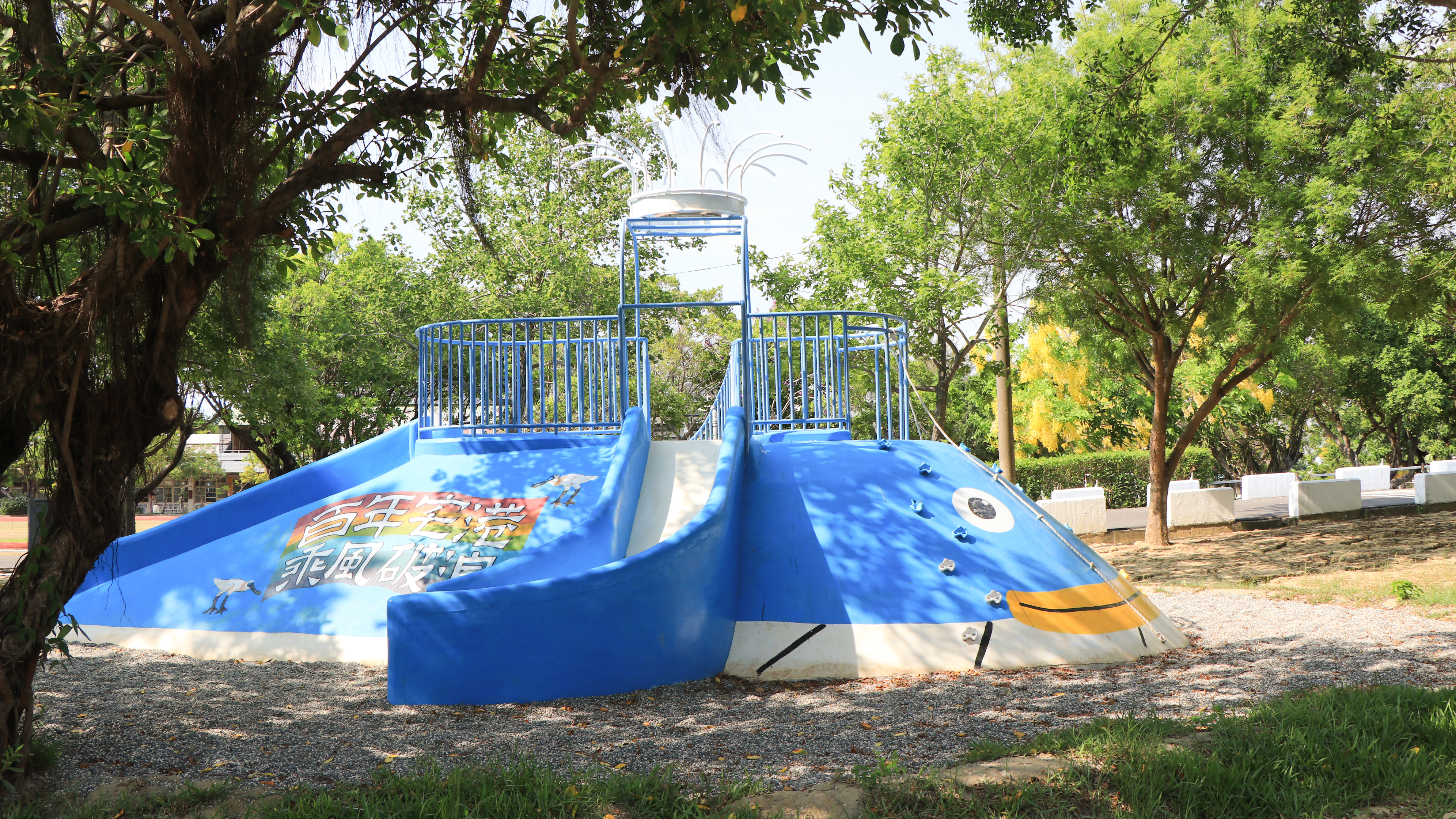
台南市学甲区宅港国民小学クジラの滑り台

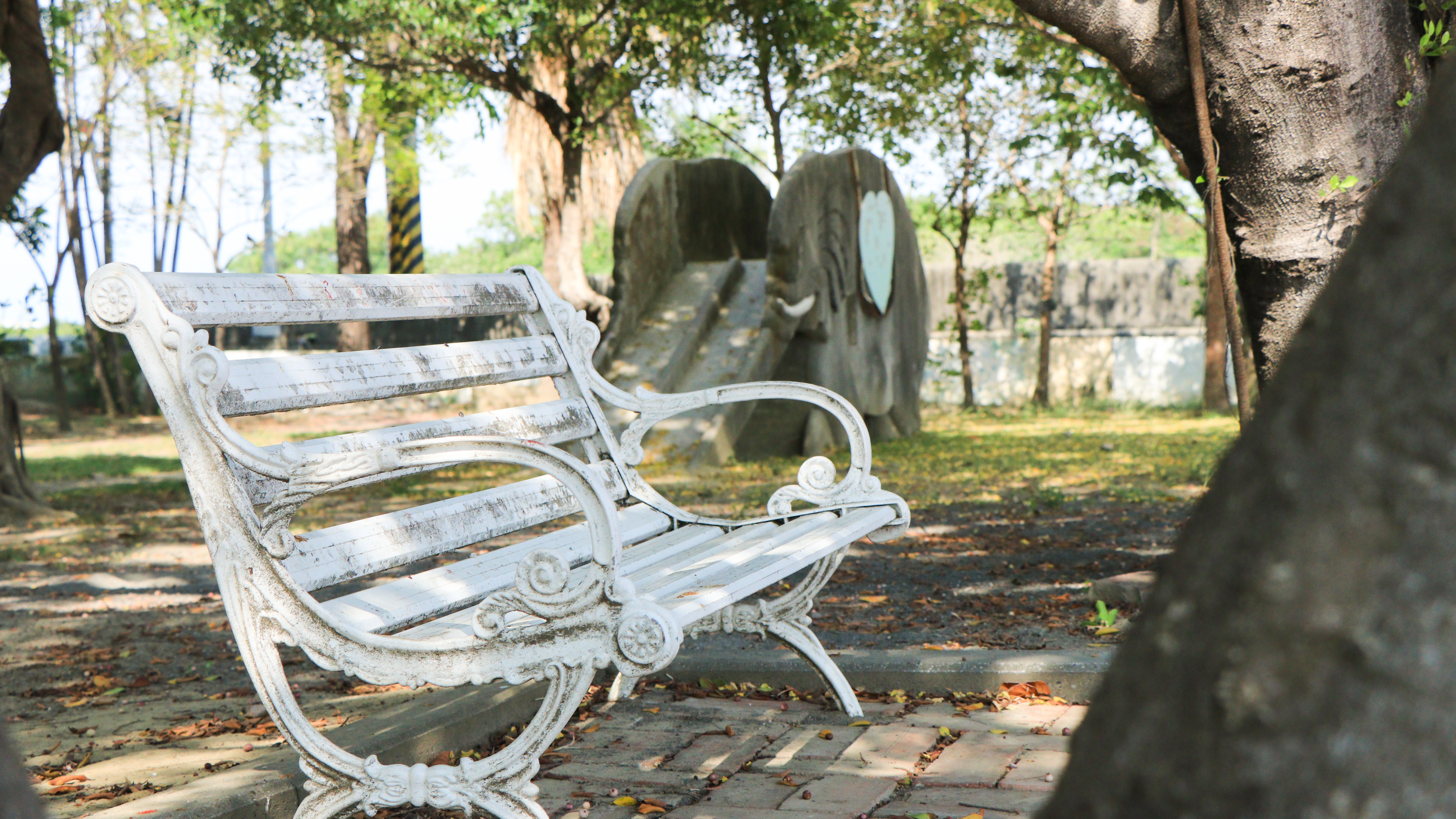
台南市学甲区宅港国民小学象の滑り台